# Bo Berglund
Bo Berglund (* 6. April 1955 in Själevad) ist ein ehemaliger schwedischer Eishockeyspieler, der in seiner aktiven Zeit von 1973 bis 1990 unter anderem für die Nordiques de Québec, Minnesota North Stars und Philadelphia Flyers in der National Hockey League gespielt hat.

## Karriere
Bo Berglund begann seine Karriere als Eishockeyspieler in der Nachwuchsabteilung von MoDo AIK, für dessen Profimannschaft er von 1973 bis 1977 in der höchsten schwedischen Spielklasse aktiv war – zunächst in der Division 1 und anschließend ab der Saison 1975/76 in der neu gegründeten Elitserien. In seiner Zeit bei MoDo wurde er im NHL Amateur Draft 1975 in der achten Runde als insgesamt 140. Spieler von den Boston Bruins ausgewählt. Da diese ihn anschließend jedoch nicht verpflichteten, spielte er von 1977 bis 1983 für Djurgårdens IF in der Elitserien. Mit seiner Mannschaft belegte er zunächst in der Saison 1978/79 den zweiten Platz und wurde in der Saison 1982/83 schließlich Schwedischer Meister mit Djurgårdens IF.
Im Anschluss an den Meistertitel in Schweden wurde Berglund im NHL Entry Draft 1983 im relativ späten Alter von 28 Jahren in der zwölften Runde als insgesamt 232. Spieler von den Nordiques de Québec ausgewählt. In der Saison 1983/84 – seinem Rookiejahr in der National Hockey League – erzielte er in insgesamt 82 Spielen 45 Scorerpunkte, davon 18 Tore, für die Nordiques. Auch die folgende Spielzeit begann er bei den Nordiques, ehe er am 14. Dezember 1984 zusammen mit Tony McKegney im Tausch gegen Brad Maxwell und Brent Ashton an die Minnesota North Stars abgegeben wurde. Bis Saisonende erzielte er für diese in 35 Spielen sechs Tore und neun Vorlagen, während er parallel drei Mal für deren Farmteam Springfield Indians in der American Hockey League auf dem Eis stand. Auch die Saison 1985/86 begann der Schwede bei den North Stars, wurde jedoch bereits nach je drei Spielen für Minnesota in der NHL und die Springfield Indians in der AHL zusammen mit Dave Richter für Todd Bergen und Ed Hospodar zu den Philadelphia Flyers transferiert. Dort konnte er sich jedoch nicht durchsetzen und stand nur in sieben Spielen für die Flyers in der NHL auf dem Eis, während er in der gesamten restlichen Spielzeit für deren AHL-Farmteam Hershey Bears aktiv war.
Im Sommer 1986 kehrte Berglund in seine schwedische Heimat zurück, wo er einen Vertrag beim Zweitligisten AIK Solna erhielt, mit dem er auf Anhieb den Aufstieg in die Elitserien erreichte. In der Elitserien konnte er für AIK vor allem in der Saison 1987/88 überzeugen. In dieser erzielte er in insgesamt 44 Spielen 63 Scorerpunkte, davon 28 Tore, womit er Topscorer der Elitserien wurde. Auch aus diesem Grund erhielt er den Guldpucken als bester schwedischer Spieler des Jahres und wurde zudem in das schwedische All-Star Team gewählt. Im Anschluss an die Saison 1989/90 beendete der mittlerweile 35-jährige Berglund eine Karriere. Seit 2009 ist er als Scout für die Buffalo Sabres aus der NHL tätig.

### International
Für Schweden nahm Berglund im Juniorenbereich 1974 an der U19-Junioren-Europameisterschaft und der U20-Junioren-Weltmeisterschaft teil. Im Seniorenbereich stand er im Aufgebot seines Landes bei den Olympischen Winterspielen 1980 in Lake Placid und 1988 in Calgary sowie bei der Weltmeisterschaft 1989. Bei den Olympischen Winterspielen gewann er mit seiner Mannschaft jeweils die Bronzemedaille.

## Erfolge und Auszeichnungen
- 1979 Schwedischer Vizemeister mit Djurgårdens IF
- 1983 Schwedischer Meister mit Djurgårdens IF
- 1987 Aufstieg in die Elitserien mit AIK Solna
- 1988 Guldpucken
- 1988 Topscorer der Elitserien
- 1988 Schwedisches Welt All-Star Team

### International
- 1980 Bronzemedaille bei den Olympischen Winterspielen
- 1988 Bronzemedaille bei den Olympischen Winterspielen